# Rio Ätran
Ätran ( PRONÚNCIA) é o segundo maior rio da Costa Oeste da Suécia, no sul do país. Nasce no leste da província da Västergötland, a cerca de 322 metros de altitude, passa pelo lago Åsunden, entra na província da Halland, e vai desaguar no estreito do Categate, junto à cidade de Falkenberg, após um percurso de 243 quilômetros. No trecho em Falkenberg, é praticada a pesca do salmão.

## Etimologia
Ätran deriva de Ethra, com o significado de "o rio que causa inundações". O próprio rio está mencionado em 1177, e nomeado como "Ethra" em 1283.